# Odtwarzalność (teoria sterowania)
Odtwarzalność – termin używany w teorii sterowania.
Stan {\displaystyle x_{q}\in R^{n}} liniowego, dyskretnego układu regulacji nazywany jest odtwarzalnym w {\displaystyle q} krokach, jeżeli na podstawie danego ciągu wymuszeń {\displaystyle \{u_{0},u_{1},\dots ,u_{q-1}\}} i danego ciągu odpowiedzi {\displaystyle \{y_{0},y_{1},\dots ,y_{q-1}\}} można wyznaczyć jednoznacznie stan {\displaystyle x_{q}} tego układu.
Liniowy, dyskretny układ regulacji nazywany jest odtwarzalnym, jeżeli istnieje liczba naturalna {\displaystyle q} taka, że na podstawie danego ciągu wymuszeń {\displaystyle \{u_{0},u_{1},\dots ,u_{q-1}\}} i danego ciągu odpowiedzi {\displaystyle \{y_{0},y_{1},\dots ,y_{q-1}\}} można wyznaczyć jednoznacznie każdy stan {\displaystyle x_{q}\in R^{n}} tego układu.